# Râul Dezna
Râul Dezna este unul din cele două brațe care, prin unirea cu Moneasa, în dreptul localității Dezna formează râul Sebiș.

## Hărți
- Harta interactivă județul Arad
- Harta Munților Codru-Moma  Arhivat în 9 iunie 2008, la Wayback Machine.